# Elisabeth (Russland)

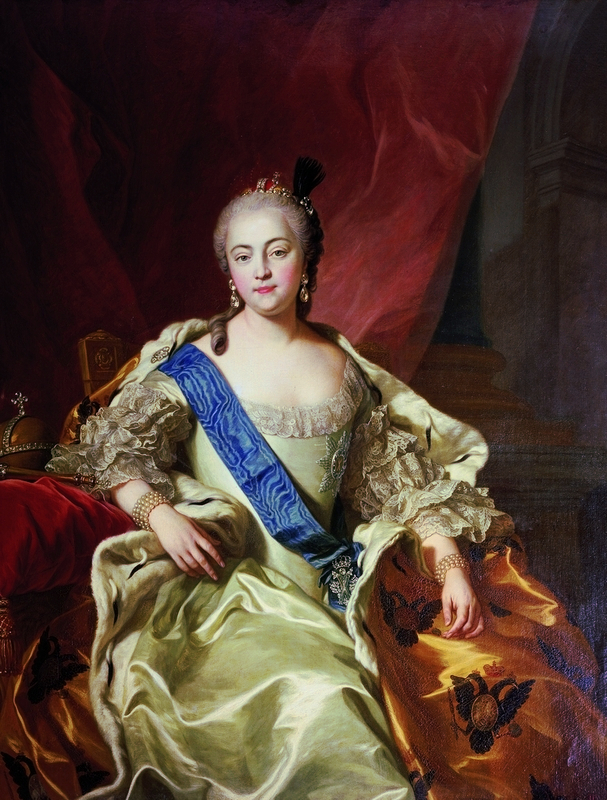
Kaiserin Elisabeth I. von Russland, Gemälde von Charles André van Loo, 1760.
Elisabeths Unterschrift:

Jelisaweta Petrowna Romanowa (russisch Елизавета Петровна Романова, wiss. Transliteration: Elizaveta Petrovna Romanova; * 18. Dezemberjul. / 29. Dezember 1709greg. in Kolomenskoje bei Moskau; † 25. Dezember 1761jul. / 5. Januar 1762greg. in Sankt Petersburg) war von 1741 bis 1762 Kaiserin von Russland. Unter Elisabeths Herrschaft wurde die Todesstrafe faktisch ausgesetzt. Sie förderte die Barockkünste und die Wissenschaft, betrieb aber auch Günstlingswirtschaft. Während ihrer Herrschaft kämpfte Russland erfolgreich im Siebenjährigen Krieg gegen Preußen. Ihr unerwarteter Tod und die außenpolitische Kehrtwende durch ihren Nachfolger Peter III. war wesentlicher Faktor zur Rettung Preußens vor der Niederlage in diesem Krieg. Mit Elisabeth starb die ursprüngliche Dynastie der Romanows aus.

## Leben als Großfürstin

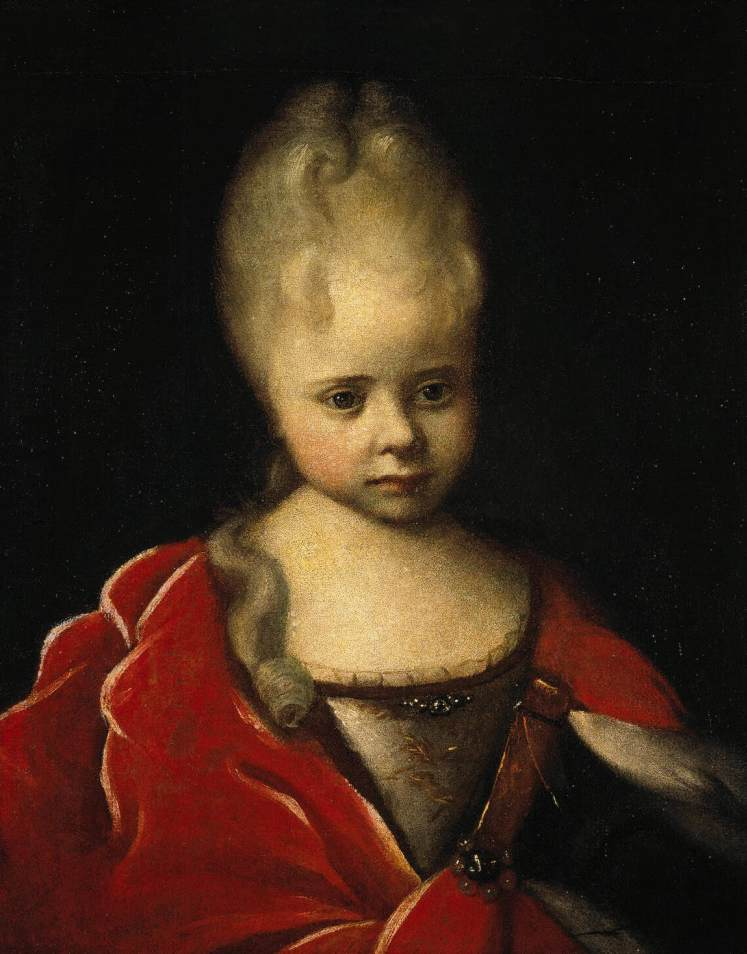
Elisabeth als Kind, Gemälde von Ivan Nikitin, um 1712

### Jugend
Elisabeth wurde 1709 als uneheliches Kind Peters des Großen und Marta Skowrońskas, der späteren Katharina I., in Kolomenskoje geboren. Erst zwei Jahre später, 1711, wurde sie durch die Heirat ihrer Eltern legitimiert und zur Großfürstin erhoben. Die Kindheit verbrachte Elisabeth zunächst in Kolomenskoje. Da die Eltern meist abwesend waren, kümmerten sich russische und finnische Kindermädchen um ihre Erziehung, später gab man sie zusammen mit ihrer älteren Schwester Anna Petrowna und ihrer jüngeren Schwester Natalja Petrowna in die Obhut ihrer Tante Praskowja Fjodorowna Saltykowa, die zumeist in Ismailowo unweit von Moskau residierte. Unter den Fittichen der Tante entwickelte sich Elisabeth zu einer von starken religiösen Gefühlen durchdrungenen Person: strenges Fasten, ständiges Gebet und Wallfahrten gehörten bald zum Tagesablauf. Erst mit acht Jahren erhielt die Großfürstin regelmäßig Schulunterricht. Obwohl Peter der Große mehrere Lehrer zur Ausbildung seiner Kinder anstellte, erlernte Elisabeth hauptsächlich Fremdsprachen von den ausländischen Lehrern (Franzosen, Italienern, Deutschen), um auf ein Leben an einem fremden Hof vorbereitet zu sein, blieb ansonsten aber höchst ungebildet. 1721 wurde Elisabeth für volljährig erklärt – sie war damals 12 Jahre alt. Ausländische Gesandte berichten von der außergewöhnlichen Schönheit der Großfürstin, auch bemerkten sie ihr musikalisches Talent.

### Heiratspläne
Als Peter der Große sich 1717 in Paris aufhielt, kam zum ersten Mal der Gedanke einer russisch-französischen Heirat auf. 1721 wurden die Pläne konkreter und es begannen sehr komplexe Verhandlungen, die jedoch wegen religiöser Fragen und der unehelichen Herkunft Elisabeths ohne Ergebnis blieben. Als Ersatzkandidaten für Ludwig XV. schlug man von französischer Seite Ludwig von Chartres vor. Der Zar sollte dessen Kandidatur um die polnische Königskrone unterstützen. Die Verhandlungen gestalteten sich wieder außerordentlich schwierig: von französischer Seite beharrte man darauf, die Eheschließung erst zu vollziehen, wenn der Herzog von Chartres zum König von Polen gewählt worden sei. Damit erklärte sich Peter der Große nicht einverstanden – der damalige König von Polen, August der Starke lebte immerhin noch. 1725 starb Peter der Große und Elisabeths Mutter trat als Katharina I. seine Nachfolge an. Katharina I. verlobte Elisabeth mit dem Lübecker Fürstbischof Karl August von Schleswig-Holstein-Gottorf (1706–1727), zu dem die Großfürstin eine aufrichtige Zuneigung fasste. Der geplante Hochzeitstermin musste wegen einer Erkrankung der Mutter jedoch verschoben werden. Katharina I. starb 1727, und 13 Tage später starb der Bräutigam der Großfürstin an den Pocken. Elisabeth beschloss, unverheiratet zu bleiben.

### Erbstreitigkeiten
Katharina I. hatte den russischen Thron in ihrem Testament Peter II. vermacht. Peter war der Sohn Alexeis (1690–1718), des legitimen Sohns Peters des Großen aus dessen erster Ehe. Da er damals 12 Jahre alt war, leitete Alexander Danilowitsch Menschikow die Regierungsgeschäfte. Würde Peter II. ohne Erben sterben, sollte der Thron nach dem Testament Katharinas I. zunächst an Anna Petrowna und deren Nachkommen, dann an Elisabeth Petrowna und deren Nachkommen fallen. Für die vorläufige Abtretung ihrer Thronrechte an Peter II. sollten die beiden Töchter Peters des Großen reich entschädigt werden. Menschikow konnte die Auszahlung dieser Entschädigung jedoch erfolgreich verhindern. Anna Petrowna verließ daraufhin mit ihrem Gemahl Russland, Elisabeth blieb in sehr bescheidenen Verhältnissen zurück. Um Elisabeth 'unschädlich' zu machen, versuchte Menschikow, sie zu verheiraten, doch konnte sich Elisabeth erfolgreich dagegen zur Wehr setzen und blieb unverheiratet, doch unterhielt sie ein intimes Verhältnis zu Alexander Borissowitsch Buturlin. Als Peter II. von dem Verhältnis erfuhr, verbannte er Buturlin nach Sibirien. Das war ein herber Schicksalsschlag für Elisabeth, das Verhältnis zu Peter II. war fortan gestört. Elisabeth zog sich nach Ismailowo in der Nähe Moskaus zurück und führte dort das einfache Leben einer Gutsherrin. In dieser Zeit schloss sie mit einigen Leuten Freundschaft, die später, als sie Kaiserin geworden war, zu Bedeutung gelangten: Michael Larionowitsch Woronzow (später Vize-, dann Großkanzler), Peter Iwanowitsch Schuwalow (später Senatspräsident), Alexander Iwanowitsch Schuwalow (später Chef der Geheimpolizei) und Armand L’Estocq (ihr Leibarzt). Auch hatte Elisabeth, ähnlich wie ihr Vater, keine Scheu, sich unter das einfache Volk zu mischen – besondere Freude empfand sie dabei, Kinder niederer Herkunft bei der Taufe zu halten. Das blieb auch später so, sie war eine der volkstümlichsten Herrscherinnen Russlands.

### Exiljahre
Nach dem plötzlichen Tod Peters II. 1730 war Elisabeth nach dem Testament ihrer Mutter Katharina I. die rechtmäßige Thronerbin. Die Großfürstin hätte ihr Leben in Ismailowo aufgeben und nach Moskau, wo sich zu der damaligen Zeit der Hof aufhielt, fahren müssen, um ihre Thronrechte geltend zu machen. Aber sie unternahm nichts, obwohl ihre Freunde und vor allem ihr Leibarzt L’Estocq sie drängten. So konnte es geschehen, dass der Oberste Geheime Rat, der ebenfalls von Katharina I. ins Leben gerufen worden war, ihre Halbcousine Anna Iwanowna, die Herzogin von Kurland, zur russischen Kaiserin erwählte. Die Historiker rätseln, warum Elisabeth sich damals nicht auf den Thron gesetzt hat. Sie selbst äußerte dazu: „Ich bin froh, es nicht getan zu haben, ich war zu jung und mein Volk hätte mich nicht akzeptiert.“

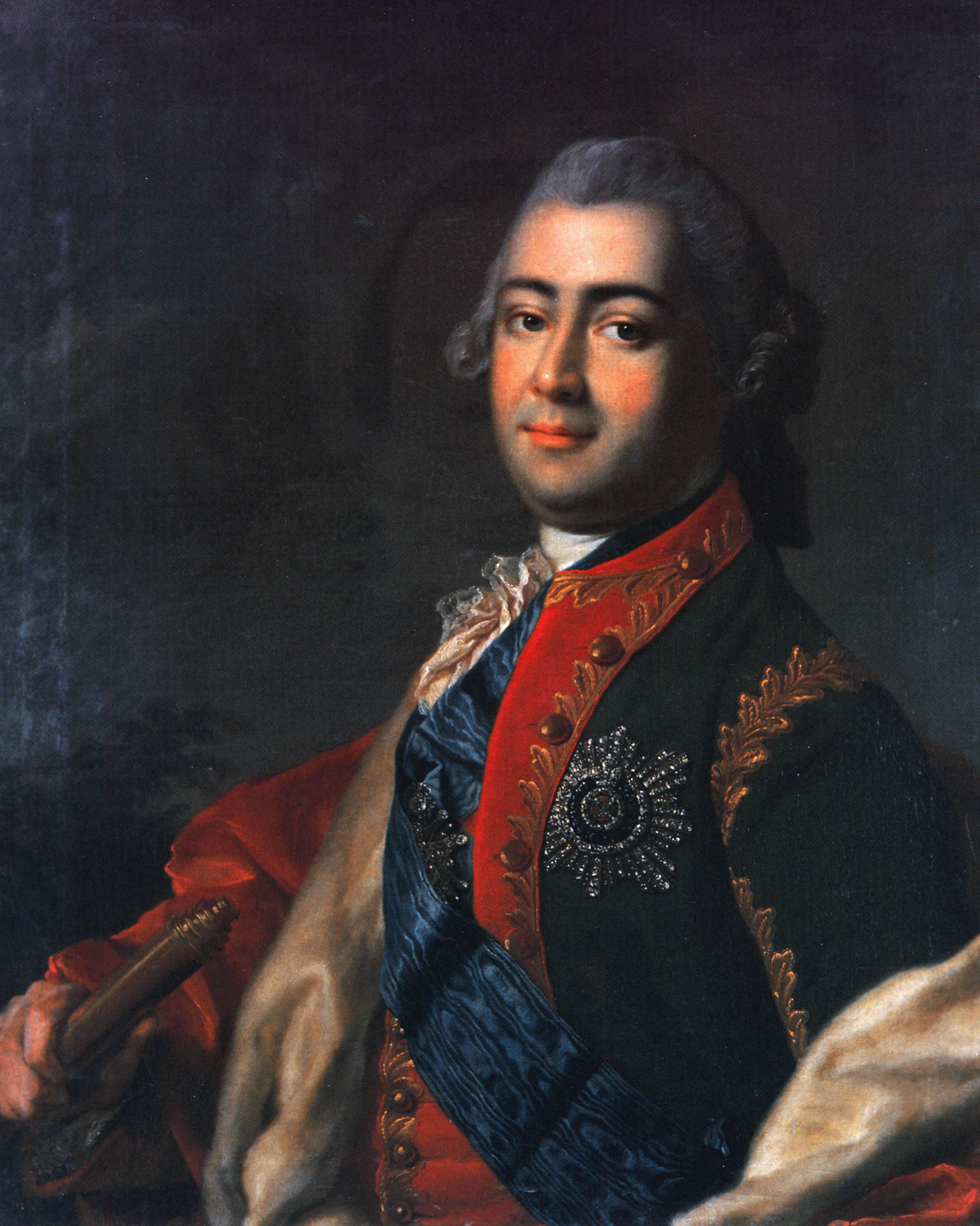
Alexei Rasumowski

Während der Herrschaft Anna Iwanownas lebte Elisabeth weiterhin meist fern vom Hof in Ismailowo oder in Saarskaja Mysa, dem späteren Zarskoje Selo. Sie beschäftigte sich dort hauptsächlich mit der Jagd, für die sie eine außerordentliche Leidenschaft hegte, oder mit der Aufführung von Theaterstücken. Die Theaterstücke karikierten oft das Leben am Hof Anna Iwanownas. Das forderte den Argwohn der Kaiserin heraus, die die Großfürstin mit einem Netz von Spitzeln umgeben und einige Personen aus der Umgebung der Großfürstin entfernen ließ. Immer wieder musste Elisabeth demütige Bittgesuche an Anna Iwanowna richten und um Gnade für ihre Untergebenen bitten. Zu offiziellen Anlässen erschien Elisabeth jedoch demonstrativ bei Hofe und stellte durch ihre Schönheit und ihren Witz Anna Leopoldowna in den Schatten, die Nichte der Kaiserin, die von ihr zur Thronfolgerin ernannt worden war. Besonders demütigend für Elisabeth war, dass Anna Iwanowna ihren Liebhaber Alexej Schubin, einen einfachen Soldaten, nach Sibirien deportieren ließ und dass ihr wiederholt gedroht wurde, man werde sie „wegen schlechten Betragens“ in ein Kloster sperren, wenn sie nicht bald heiraten würde. Elisabeth blieb aber standhaft und heiratete nicht.
1735 lernte Elisabeth den Mann kennen, der sie fortan ihr ganzes Leben lang begleiten sollte: Alexei Grigorjewitsch Rasumowski, ein Ukrainer einfacher Herkunft, Sänger in der Hofkapelle. Als sie Kaiserin geworden war, hat Elisabeth Rasumowski wahrscheinlich geheiratet. Dies lässt sich aber nicht beweisen, einziges Indiz ist ein kleines Doppelporträt mit der Aufschrift: „Das Geheimnis ist gesegnet.“
Nach dem Tode Anna Iwanownas gelangte nicht ihre Nichte Anna Leopoldowna auf den Thron, sondern deren Sohn Iwan VI. Anna Leopoldowna setzte allerdings schon nach wenigen Wochen Biron, den Anna Iwanowna zum Regenten ernannt hatte, ab und übernahm selbst die Regierungsgeschäfte. Als Biron im November 1740 verhaftet wurde, tauchte im einfachen Volk das Gerücht auf, man handle im Namen von Elisabeth, die nun beschlossen hätte, sich auf den Thron zu setzen, und es kam zu einer spontanen Bewegung zugunsten der Großfürstin. Fortan hatte Anna Leopoldowna regelrecht Angst vor Elisabeth. Während die Regentin, eine Tochter eines deutschen Fürsten, oft wochenlang für die Öffentlichkeit unsichtbar blieb, zeigte sich die Großfürstin überall in der Hauptstadt.

## Staatsstreich

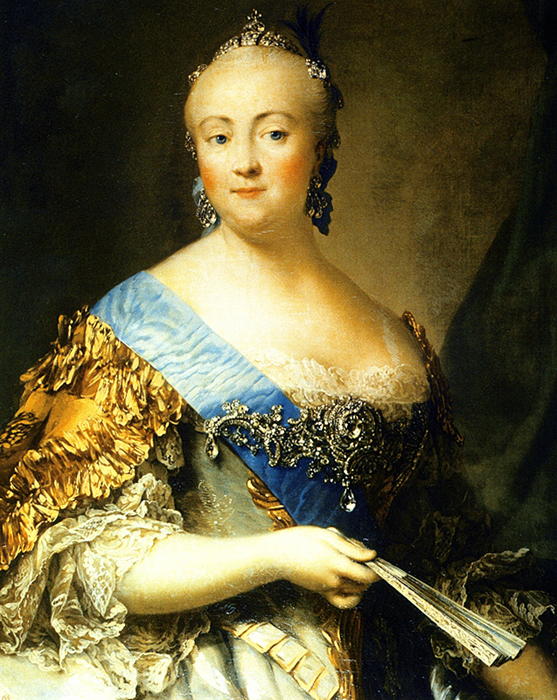
Elisabeth Petrowna, Gemälde von Virgilius Eriksen

Das Volk war unzufrieden mit dem neuen Kaiser Iwan VI. Elisabeth konnte die Opposition um sich sammeln. Besonders die Garderegimenter waren ihr treu ergeben. Sie stilisierte sich zur Tochter Peters des Großen, die gekommen sei, Russland von der „Fremdherrschaft“ zu befreien. Auch ausländische Mächte waren an einer Thronbesteigung Elisabeths interessiert, allen voran Frankreich und Schweden. Würde man Elisabeths Thronansprüche unterstützen, so hoffte man, sie zur Rückgabe der von Peter dem Großen eroberten Gebiete in Osteuropa bewegen zu können – Russland sollte wieder in seine alten Grenzen zurückgedrängt werden. Die Verhandlungen, welche die ausländischen Mächte mit Elisabeth führten, gingen vor allem über Jacques Joachim Trotti de la Chétardie, den französischen Gesandten in Russland. Auf Drängen Chétardies und L’Estocqs hatte sich Elisabeth zwar mündlich zu weitgehenden Zugeständnissen gegenüber Schweden bereiterklärt, doch zur selben Zeit äußerte Elisabeth im intimen Kreis: „Bevor ich meine Krone um diesen Preis kaufe, verzichte ich lieber darauf, zu regieren.“ Die Großfürstin beschloss, den Staatsstreich ohne ausländische Hilfe durchzuführen. Um Frankreich und Schweden zu täuschen, führte sie die Verhandlungen mit Chétardie jedoch weiter fort.
Im August 1741 erklärte Schweden Russland den Krieg. Die Truppen verließen die Hauptstadt, nur die Garderegimenter, die der Großfürstin treu ergeben waren, blieben zurück. Dennoch fehlte Elisabeth zunächst die Entschlusskraft zum gewaltsamen Staatsstreich. Indes wurde sie von der Regierung beobachtet und im Oktober wurden die staatsfeindlichen Umtriebe im Haus der Großfürstin aufgedeckt. An einem Hoftag am 22. Novemberjul. / 3. Dezember 1741greg. kam es zu einer Aussprache zwischen Anna Leopoldowna und Elisabeth. Elisabeth schwor der Regentin, an keinen staatsfeindlichen Umtrieben beteiligt zu sein. Anna Leopoldowna ließ sich zwar davon beruhigen, verbot Elisabeth jedoch, fortan Chétardie zu empfangen. Außerdem drohte Anna Leopoldowna Elisabeth endgültig mit dem Kloster, falls sie sich weiter weigere, zu heiraten. Elisabeth und ihre Anhänger waren in Alarmbereitschaft versetzt. Anna Leopoldowna handelte: am 24. Novemberjul. / 5. Dezember 1741greg. erteilte sie den Befehl an die in St. Petersburg verbliebenen Garderegimenter, die Elisabeth treu ergeben waren und nicht auf den Kriegsschauplatz wollten, sich an die Front zu begeben – obwohl zu befürchten war, dass die Mannschaft unter dem Einfluss von Agitatoren den Gehorsam verweigern würde.
Unterdessen hatte Elisabeth mit ihren Parteifreunden beschlossen, die momentane Lage zu nutzen. In der Nacht auf den 25. Novemberjul. / 6. Dezember 1741greg. begab sich Elisabeth zu den Kasernen des Preobraschenski-Garderegiments und vereidigte die Soldaten auf sich, nahm ihnen aber den Schwur ab, dass während des Umsturzes niemand getötet würde. Delegationen wurden zum Semjonowski- und Ismailowski Leibgarde-Regiment geschickt, die Staatsmänner des alten Regimes verhaftet. Um zwei Uhr in der Nacht begab sich Elisabeth an der Spitze des Preobraschenski-Garderegiments zum Winterpalast. Es war ein unblutiger Staatsstreich, keiner der Wachsoldaten des Winterpalastes leistete Widerstand. Der minderjährige Iwan VI. wurde mit seiner Mutter gefangengesetzt. Anna Leopoldowna wurde nach der Legende von Elisabeth aufgeweckt mit dem Zuruf: „Schwesterchen, es ist Zeit aufzustehen.“ Es ist aber sehr unwahrscheinlich, dass sich die beiden Frauen in der Umsturznacht gesehen haben. Am frühen Morgen wurde das Volk mit einem Manifest vom Umsturz in Kenntnis gesetzt und es wurde damit begonnen, die Staatsmänner zu vereidigen. Der Staatsstreich war ohne ausländische Hilfe durchgeführt worden.
Elisabeth wollte Anna Leopoldowna, Iwan VI. und ihre Familie zuerst nach Deutschland ausreisen lassen. Dann jedoch behielt sie die Familie als Geiseln in Russland, denn gleichzeitig mit ihrer Thronbesteigung holte sie ihren Nachfolger, den Sohn ihrer Schwester Anna Petrowna, Karl Peter Ulrich von Holstein-Gottorp (den späteren Peter III.) nach Russland, und sie wollte ihm damit eine sichere Reise durch Preußen garantieren – der Gemahl Anna Leopoldownas war ein Schwager Friedrichs II. von Preußen. Nach der Verschwörung von 1743 war an eine Ausreise der Familie nicht mehr zu denken und die Familie wurde nach Cholmogory am Weißen Meer verbannt, der kleine Iwan VI. später in Einzelhaft in Schlüsselburg gefangen gesetzt.
Als Usurpatorin versuchte Elisabeth von Anfang an, ihre Macht zu festigen, indem sie die Privilegien ihrer Unterstützer ausweitete. Ihre Unterstützer in den Garderegimentern wurden allesamt in den Adelsstand erhoben und mit diversen Privilegien ausgestattet. Elisabeth betonte stets, dass sie die Tochter Peters des Großen sei und sie dessen Werk fortführen werde. Der Dichter Alexander Sumarokow verlieh dieser Idee Gestalt, als er schrieb: „In Gestalt seiner Tochter hat Peter noch einmal den Thron bestiegen. An Elisabeth hat er seine Ziele weitergegeben.“ Gleichzeitig mit der Verherrlichung Peters des Großen setzte die Verteuflung der Zeit, die nach ihm folgte, ein, die nun als absolute Schreckenszeit, als dunkler Tiefpunkt in der Geschichte des russischen Reiches empfunden wurde – als Zeit der Ausländerherrschaft. Die Regierung förderte nationale Ausschreitungen gegen die Ausländer, namentlich gegen die Deutschen. So weigerten sich im April 1742 in St. Petersburg Gardesoldaten, weiterhin ihren deutschen Vorgesetzten zu gehorchen. Selbst eine gehorsame Tochter der Kirche, konnte Elisabeth sich sicher sein, dass die Geistlichkeit hinter ihr stand und ihre Machtansprüche in vielen Predigten und Denkschriften festigte. Doch kann nichts darüber hinwegtäuschen, dass es im Grunde keinen Bruch zum Vorgängerregime gab. Zwar waren mit Ostermann und Münnich die prominentesten Ausländer vom Hof entfernt worden, es gab aber noch weiterhin eine Reihe Ausländer in der Regierung. Auch übernahm Elisabeth eine Reihe fähiger Russen, die bereits unter Anna Leopoldowna gedient hatten und die es geschafft hatten, rechtzeitig umzuschwenken: Tscherkasski (Großkanzler), Trubezkoi
(Generalprokureur des Senats), Uschakow (Chef der Staatspolizei), um nur einige zu nennen.

### Schauprozess
Mit den Anhängern des alten Regimes Ostermann, Münnich, Mengden, Golowkin, Löwenwolde u. a. wurde in Form eines großangelegten Schauprozesses abgerechnet. Das Gerichtsverfahren leitete Nikita Jurjewitsch Trubezkoi. Alle Angeklagten wurden zu teilweise sehr grausamen Todesstrafen verurteilt. Elisabeth wollte ein Exempel statuieren: erst als die Angeklagten am 18. Januarjul. / 29. Januar 1742greg. auf den Richtplatz geführt wurden, erfuhren sie, dass ihre Todesstrafen in Verbannungen umgewandelt worden waren. Elisabeth wohnte diesem grausamen Schauspiel nicht bei, sie hielt sich an diesem Tag in Peterhof auf. Die Volksmenge war mit der Begnadigung der Staatsfeinde nicht einverstanden: Es kam zu einem Tumult, der mit Waffengewalt niedergeschlagen werden musste.

## Leben als Kaiserin

### Krönung in Moskau

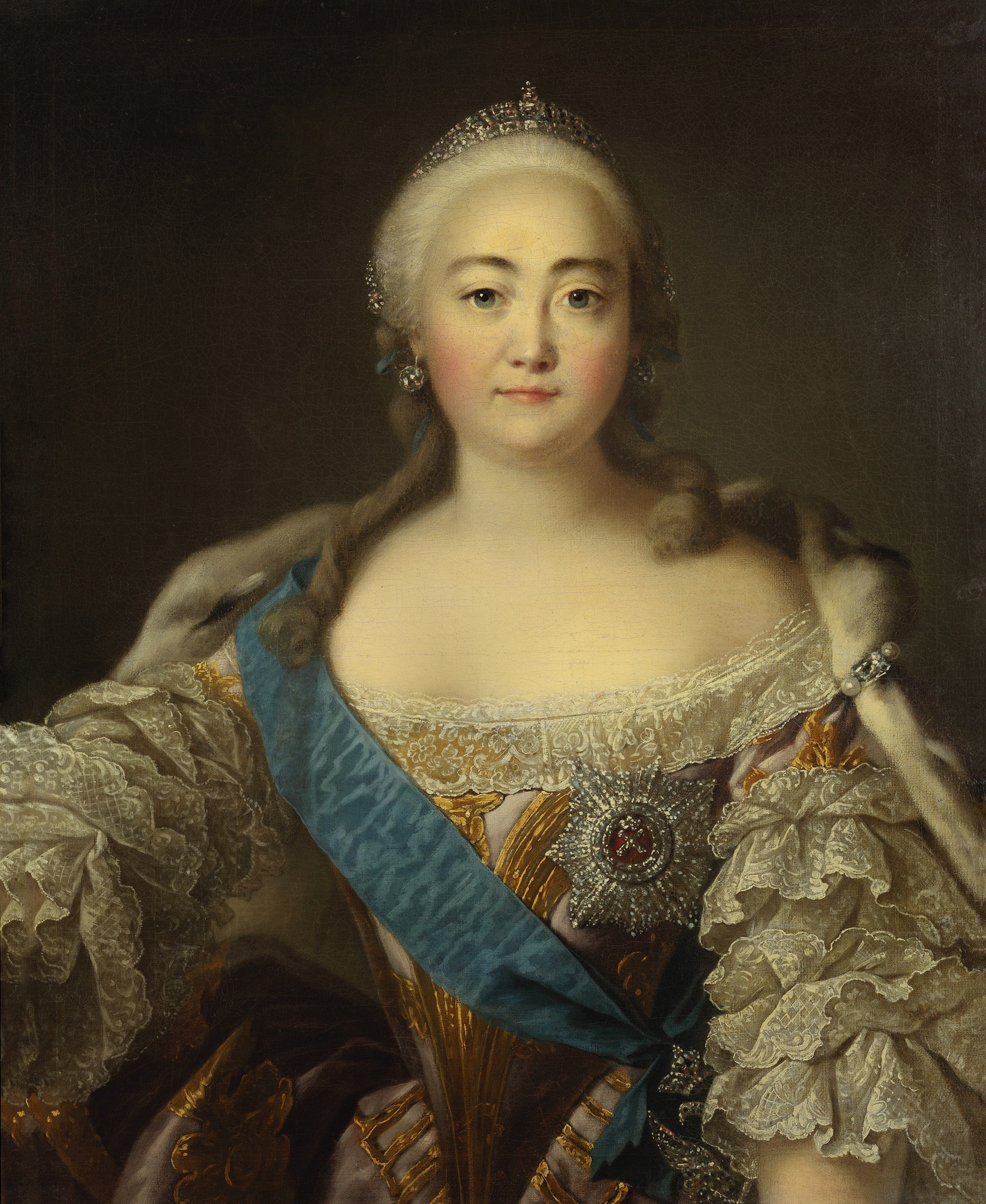
Elisabeth Petrowna, Gemälde von Iwan Argunow

Am 6. Mai 1742 erfolgte die Krönung in Moskau. Elisabeth setzte sich die Kaiserkrone selbst aufs Haupt, was bis dahin kein russischer Herrscher gewagt hatte. Bei der Krönung schwor die Monarchin, künftig kein Todesurteil mehr zu unterzeichnen. Die Todesstrafe war damit zwar nicht abgeschafft, wurde aber unter ihrer Herrschaft nicht mehr vollstreckt (die Urteile wurden in Verbannung umgewandelt). Nicht abgeschafft wurde aber die Folter und vor allem die sehr brutale Knutenstrafe, die oft zum Tode führte.
Am 7. Novemberjul. / 18. November 1742greg. ernannte Elisabeth den Sohn ihrer Schwester Anna Petrowna, Karl Peter Ulrich von Holstein-Gottorp (in Russland: Peter Fjodorowitsch), den späteren Peter III., zu ihrem Nachfolger.

### Erste Regierungsgeschäfte
Ein großes Anliegen war Elisabeth die Beendigung des Krieges mit Schweden, der für Russland bisher zwar recht günstig verlaufen war, dennoch unnötig Ressourcen kostete. Am 7. Augustjul. / 18. August 1743greg. wurde der Frieden von Åbo geschlossen: Schweden musste an Russland ein paar kleinere Gebiete abtreten, außerdem konnte Elisabeth die Wahl Adolf Friedrichs zum König von Schweden durchsetzen. Er war ein Bruder ihres ehemaligen Verlobten.

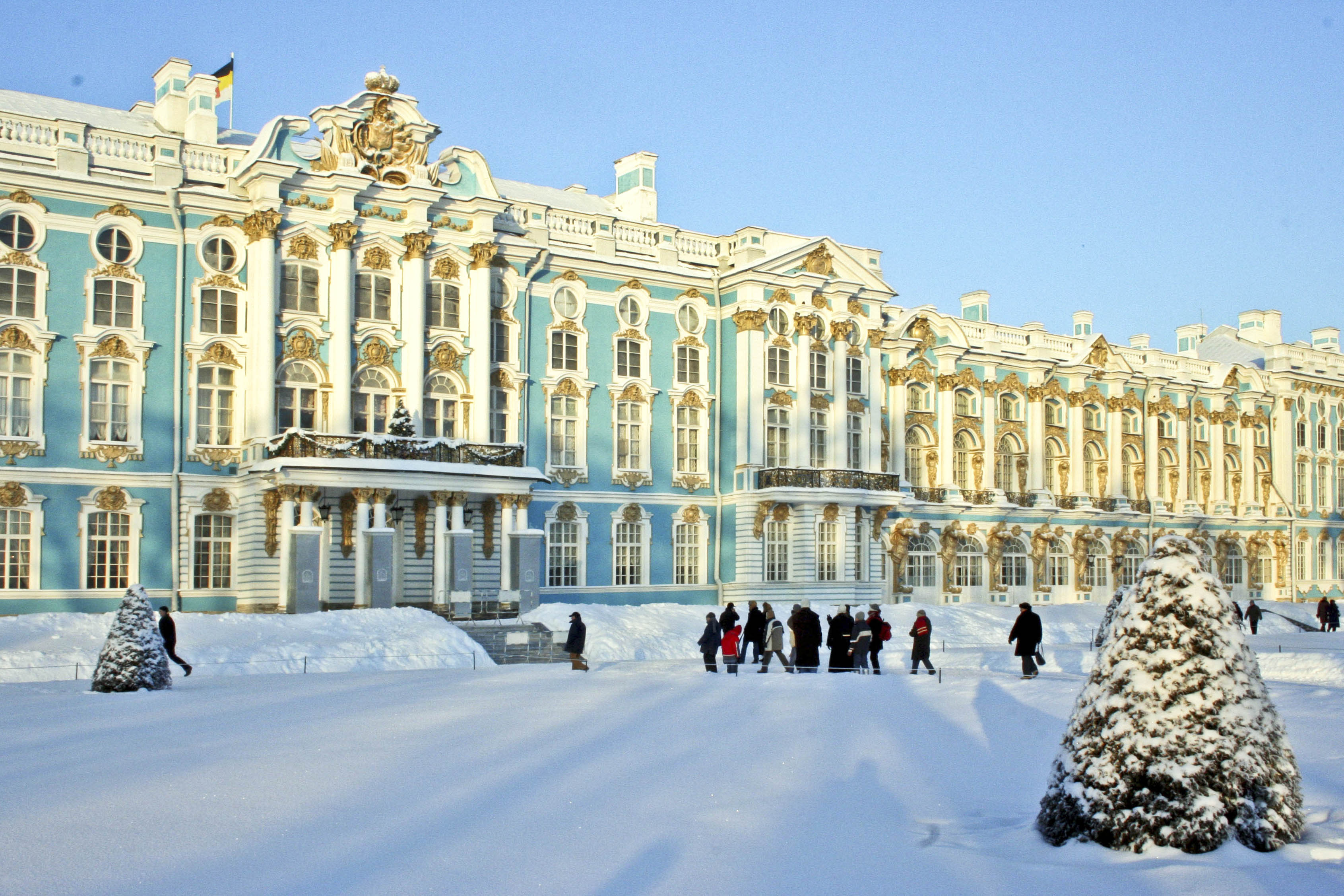
Katharinenpalast

Elisabeth gilt in Russland als Inbegriff einer absolutistischen Herrscherin: Sie führte einen äußerst verschwenderischen Hof und ließ zahlreiche barocke Schlossanlagen erbauen (Großer Palast in Peterhof, Katharinenpalast in Zarskoje Selo und vor allem den Winterpalast in Sankt Petersburg). In ihrer Regierungszeit wurde das erste russische Nationaltheater gegründet, 1755 auf Anregung des Universalgelehrten und Schriftstellers Michail Lomonossow in Moskau die erste russische Universität eröffnet und die Akademie der Künste in Sankt Petersburg aufgebaut.
Allerdings verlor Elisabeth relativ bald nach ihrem Machtantritt ihr Interesse an den wirklichen Regierungsgeschäften und ließ ihren Beratern oftmals vollkommen freie Hand. Das hing auch damit zusammen, dass ihr Gesundheitszustand sehr schwankend war. Vor allem in den fünfziger Jahren des 18. Jahrhunderts war die Kaiserin häufig krank und sogar mehrfach dem Tode nahe.

### Verschwörung von 1743
1743 musste Elisabeth eine Verschwörung zu Gunsten des abgesetzten Iwan VI. niederschlagen, das sogenannte Lopuchin-Komplott. Die Verschwörer hatten sich um Natalja Lopuchina, die einen persönlichen Groll gegen Elisabeth hatte, und den österreichischen Gesandten in Russland, Botta Adorno, versammelt. Obwohl die Idee mehr aus jugendlichem Leichtsinn entstanden war und der Kaiserin keine wirklich ernsthafte Gefahr gedroht hatte, reagierte sie äußerst grausam: Sie ließ die Verschwörer foltern (dabei schonte sie auch eine Hofdame nicht, die hochschwanger war). Botta weilte zu diesem Zeitpunkt bereits nicht mehr in Russland. Im Grunde ließ sich nichts Konkretes ermitteln. Dennoch verbannte Elisabeth die Verschwörer „auf ewig“ nach Sibirien, befahl allerdings, dass Natalja Lopuchina zur Verschärfung der Strafe die Zunge herausgerissen werden sollte. Es ist jedoch nicht ganz eindeutig, ob dieser Befehl ausgeführt wurde. Keiner der Angeklagten überlebte die Verbannung, nur Lopuchina konnte als alte Frau nach St. Petersburg zurückkehren, starb aber dort nach kurzem Aufenthalt an den Strapazen der Reise.
Durch die Beteiligung des österreichischen Botschafters am Komplott und der Weigerung Maria Theresias, ihn den russischen Behörden auszuliefern, kam es zu kurzzeitigen diplomatischen Spannungen zwischen Russland und Österreich und 1743 mit Abschluss der Preußisch-russischen Allianz zu einer kurzfristigen Annäherung Russlands an Preußen. Friedrich der Große war es, der Elisabeth in dieser Situation den Rat gab, die Braunschweiger Familie nicht aus Russland ausreisen zu lassen.
Die Angst vor einem Staatsstreich, der sie stürzen könnte, beherrschte von nun an Elisabeth, die fortan jeden Tag in einem anderen Zimmer schlief, um ihr Leben vor einem nächtlichen Überfall zu schützen. In ihren späteren Regierungsjahren hatte die Kaiserin so starke Angst vor der Nacht, dass sie am Tage schlief und die Nacht durchwachte.

### Auf Reisen
1744 konnte Elisabeth erreichen, dass der Kaisertitel, den Peter der Große eingeführt hatte, von Frankreich anerkannt wurde. Im selben Jahr verlobte sie ihren Neffen und Nachfolger, wiederum auf Anraten Friedrichs II., mit Sophie Friederike Auguste von Anhalt-Zerbst, der späteren Katharina II.
Den Sommer des Jahres 1744 verbrachte Elisabeth in der Ukraine, wohin sie sich zwecks einer Wallfahrt hinbegeben hatte. Den Sommer des nächsten Jahres begab sie sich nach Tallinn. Es war das erste Mal seit Peter dem Großen, dass sich ein russischer Herrscher in die neuerworbenen Ostseeprovinzen begab. Die Weiterreise nach Riga wurde jedoch durch einen rechtzeitig aufgedeckten Mordanschlag vereitelt.

### Innenpolitik

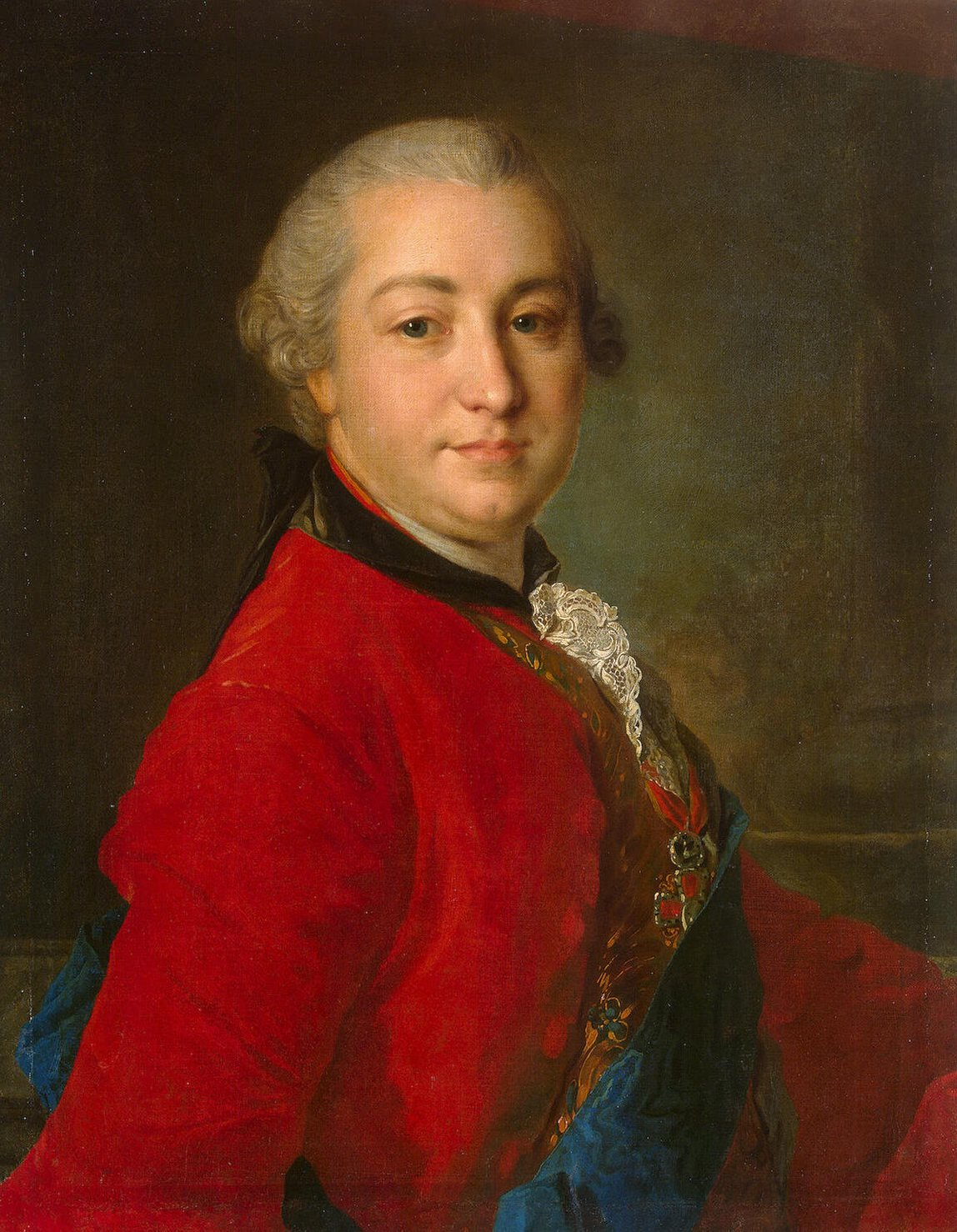
Iwan Schuwalow, Gemälde von Fjodor Rokotow

Die Impulse zu einigen innenpolitischen Reformen, die während Elisabeths Regierung in Angriff genommen wurden, gingen vor allem auf Peter Iwanowitsch Schuwalow zurück. Er war ein Jugendfreund der Kaiserin. Nachdem 1749 einer seiner Verwandten, sein Cousin Iwan Iwanowitsch Schuwalow, zum Favoriten der Kaiserin emporgestiegen war, hatte er unumschränkte Macht über Elisabeth. Obwohl Peter Schuwalow ein fähiger Staatsmann war, wird sein Talent dadurch verdunkelt, dass er nicht davor zurückschreckte, sich skrupellos zu bereichern. Zahlreiche Reformprojekte befassten sich denn auch mit Wirtschaftsangelegenheiten: 1753 die Aufhebung der Binnenzölle zur Belebung des Handels und 1754 die Gründung der Adelsbank. Ein anderer Schuwalow, Alexander Iwanowitsch, war Chef der Geheimen Kanzlei der Kaiserin – der Staatspolizei. Er war der gefürchtete Inquisitor des Reiches.

#### Gesetzesreform
1754 wurde eine Gesetzesreform beschlossen. Russland sollte zum ersten Mal in seiner Geschichte ein allgemein verbindliches Gesetzeswerk erhalten. Es wurde eine Gesetzgebungskommission einberufen, die im August 1754 ihre Arbeit aufnahm. Bereits im Juli 1755 wurden die ersten beiden Bände der Kaiserin vorgelegt. Doch Elisabeth weigerte sich, die Gesetze durch ihre Unterschrift zu ratifizieren, da sie, nach ihrem Ausspruch, „mit Blut“ geschrieben seien – die darin geforderten Strafen erschienen ihr zu barbarisch. Die Gesetzgebungskommission arbeitete zwar die restliche Regierungszeit Elisabeths weiter, es kam aber in der Folge zu keiner Vollversammlung ihrer Mitglieder mehr, im Jahr 1757 gab es sogar nur eine einzige Sitzung. Erst am Ende der Regierung Elisabeths kam neuer Elan in die Sache: im September 1761 wurde beschlossen, eine Versammlung aus Abgesandten aller Teile Russlands ins Leben zu rufen, deren Aufgabe es sein sollte, ein neues Gesetzbuch auszuarbeiten. Neben Adeligen und Vertretern der Kirche waren auch Kaufleute und freie Bauern zugelassen – Leibeigene nicht. Doch die ersten Abgesandten trafen erst nach dem Tod der Kaiserin in St. Petersburg ein.

#### Allgemeine Landesvermessung

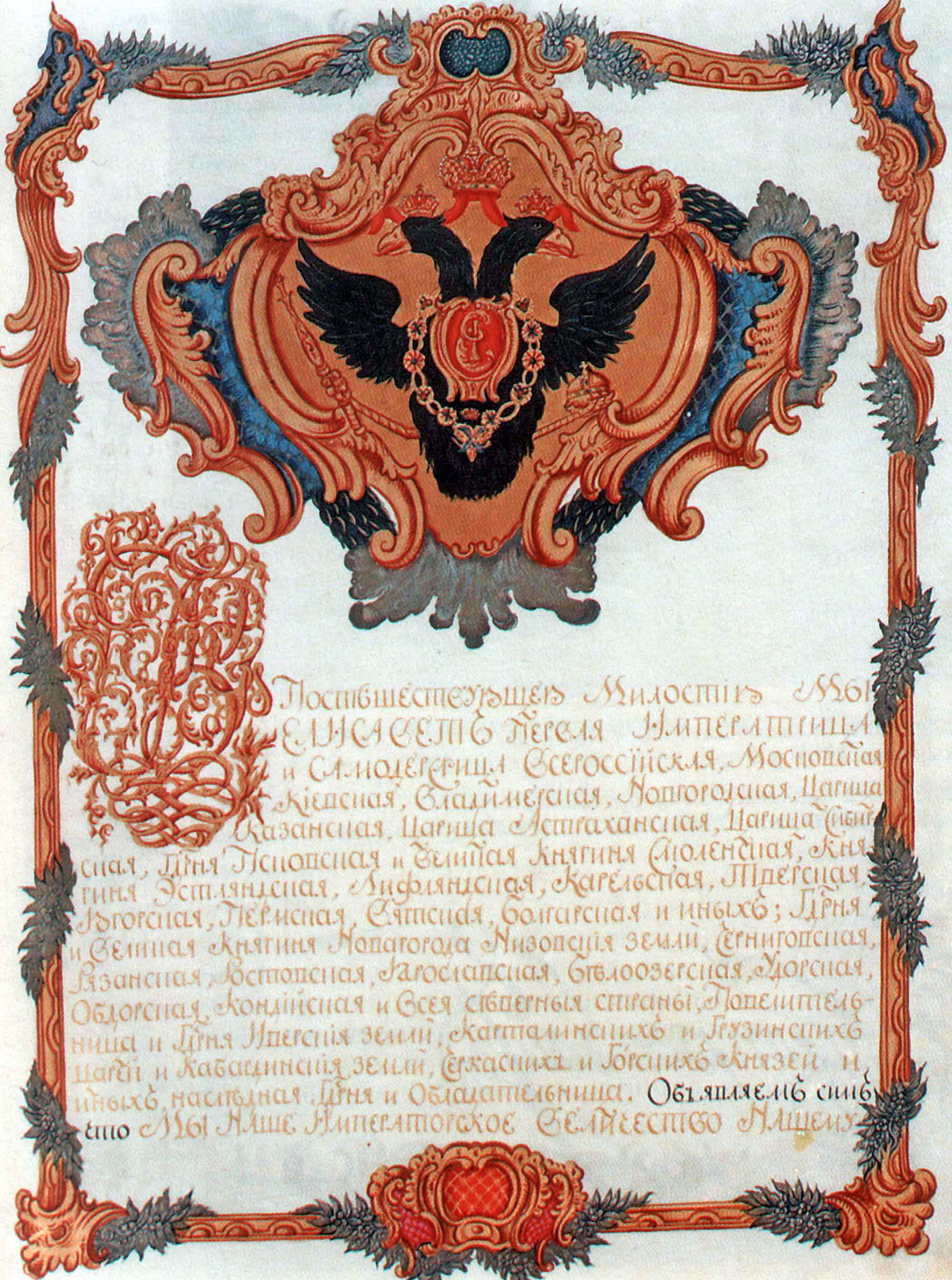
Donationsurkunde an den russischen Generalleutnant Balthasar Freiherr von Campenhausen für seine Verdienste um Russland, 27. Mai 1756

Auch dem zweiten großen Reformprojekt Elisabeths war nur dürftiger Erfolg beschieden: die erste allgemeine Landesvermessung, begonnen im Januar 1752, scheiterte nach ersten Erfolgen, da man sich in Streitigkeiten mit den Gutsbesitzern verzettelte. Diese versuchten, auf Kosten des staatseigenen Landbesitzes ihre Güter zu vergrößern. Auch gab es zu wenige ausgebildete Landvermesser, die man erst in Schulen heranziehen musste. Die Landvermessung war nötig geworden, da die Gutsbesitzer oft regelrechte Kriege miteinander führten. 1752 gab Elisabeth einen Ukas heraus, in dem sie Streitigkeiten dieser Art verbot. Zwar hatte man 1752 mit der Landesvermessung begonnen, die Statuten für die Landesvermessung waren aber erst 1754 ausgearbeitet und die Landesvermessungskanzlei wurde erst 1755 gegründet. Mit dem Ausbruch des Siebenjährigen Krieges 1756 wurde die Landesvermessung eingestellt.

#### Leibeigenschaft unter Elisabeth
An der seit Jahrhunderten überkommenen Leibeigenschaft änderte Elisabeth nichts. Um Freiheit zu erlangen, flüchteten viele Leibeigenen in die baltischen Provinzen. 1743/44 wurde eine Sonderkommission mit der Aufgabe ins Leben gerufen, die in die baltischen Provinzen entlaufenen Leibeigenen einzufangen und zurück zu ihren Besitzern zu bringen. In den zehn Jahren ihres Bestehens führte die Kommission 1.125 Leibeigene zurück. Jeder männliche Leibeigene in Staatsbesitz hatte die sogenannte Seelensteuer zu entrichten, die alle paar Jahre sehr brutal eingetrieben wurde. 1752 annullierte Elisabeth als Weihnachtsgeschenk an ihre Nation alle Steuerrückstände, die sich bis 1747 angesammelt hatten, immerhin 2.534.000 Rubel.
Nach Eröffnung der Adelsbank wurde 1756 erlaubt, auf Leibeigene Hypotheken aufzunehmen; der Wert einer Seele wurde auf 10 Rubel festgesetzt, was heißt, dass man an die Bank einen Leibeigenen für 10 Rubel verkaufen konnte.

#### Religionspolitik

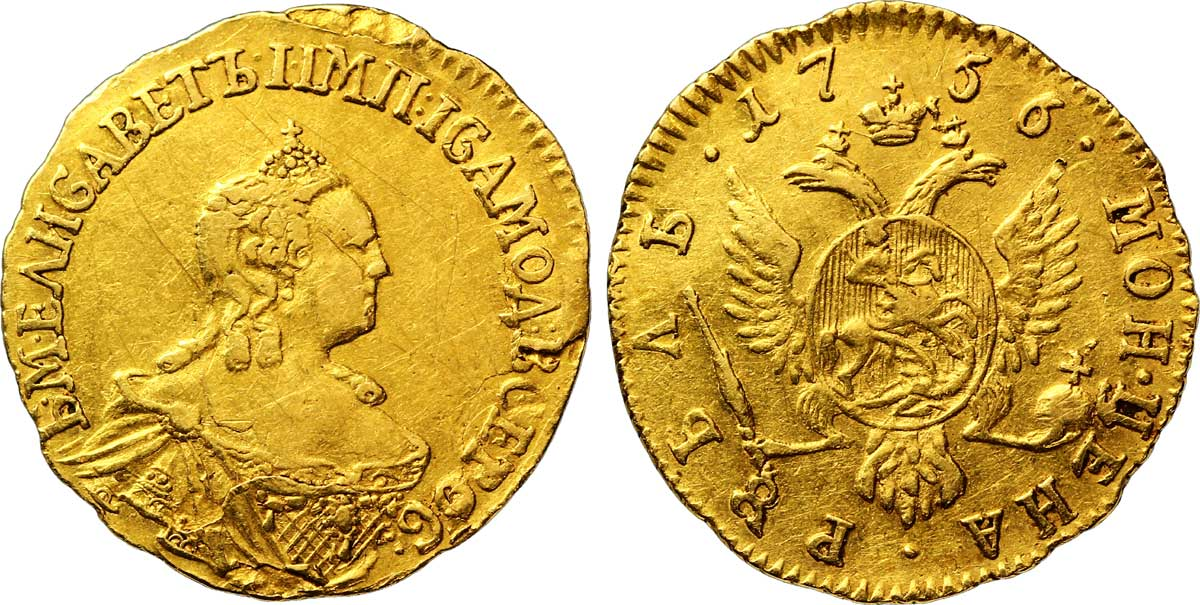
1-Rubel-Goldmünze von 1756 mit Bildnis der Kaiserin Elisabeth

Selbst sehr religiös, versuchte sie vor allem die Moslems in ihrem Reich zu missionieren und gründete eigens dafür die Kanzlei für Heidenbekehrung. Dabei ging es nicht ohne Blutvergießen zu. So richtete man unter den Mordwinen ein Massaker an. Zwischen 1743 und 1760 bekehrte die Kanzlei laut den Akten 409.894 Personen. Zahlreiche Moscheen wurden abgerissen.
Neben den Moslems hatten besonders die Altorthodoxen unter starken Repressalien zu leiden und es kam zu zahlreichen rituellen Selbstverbrennungen. Als 1743 die zweite Volkszählung begann, brachte diese eine schwere Krise für die Altgläubigen, da sie ihren Glauben angeben und fortan eine Extrasteuer bezahlen mussten. Viele Altgläubige sahen sich veranlasst, das Reich zu verlassen oder in seine entlegensten Winkel zu ziehen. Insgesamt schätzt man, dass während Elisabeths Herrschaft ca. 6000 Menschen bei rituellen Selbstverbrennungen den Tod fanden.
Auch Juden gegenüber war die Kaiserin feindlich eingestellt. 1742 befahl sie, die wenigen im Russischen Reich lebenden Juden des Landes zu verweisen. Als der Senat versuchte, ihren Ausschaffungsbefehl zu widerrufen, und darauf hinwies, dass der Handel in Russland und der Staat dadurch in Mitleidenschaft gezogen würden, entgegnete die Kaiserin: „Ich will keinen Nutzen von den Feinden Christi.“
Auf der anderen Seite war Elisabeth bestrebt, den Bildungsstand der russisch-orthodoxen Geistlichkeit zu erhöhen, außerdem regte sie die Herausgabe einer neuen Bibelübersetzung an. Berühmtheit erlangte die Kommission zur Aufspürung außerehelicher Verhältnisse.

### Außenpolitik

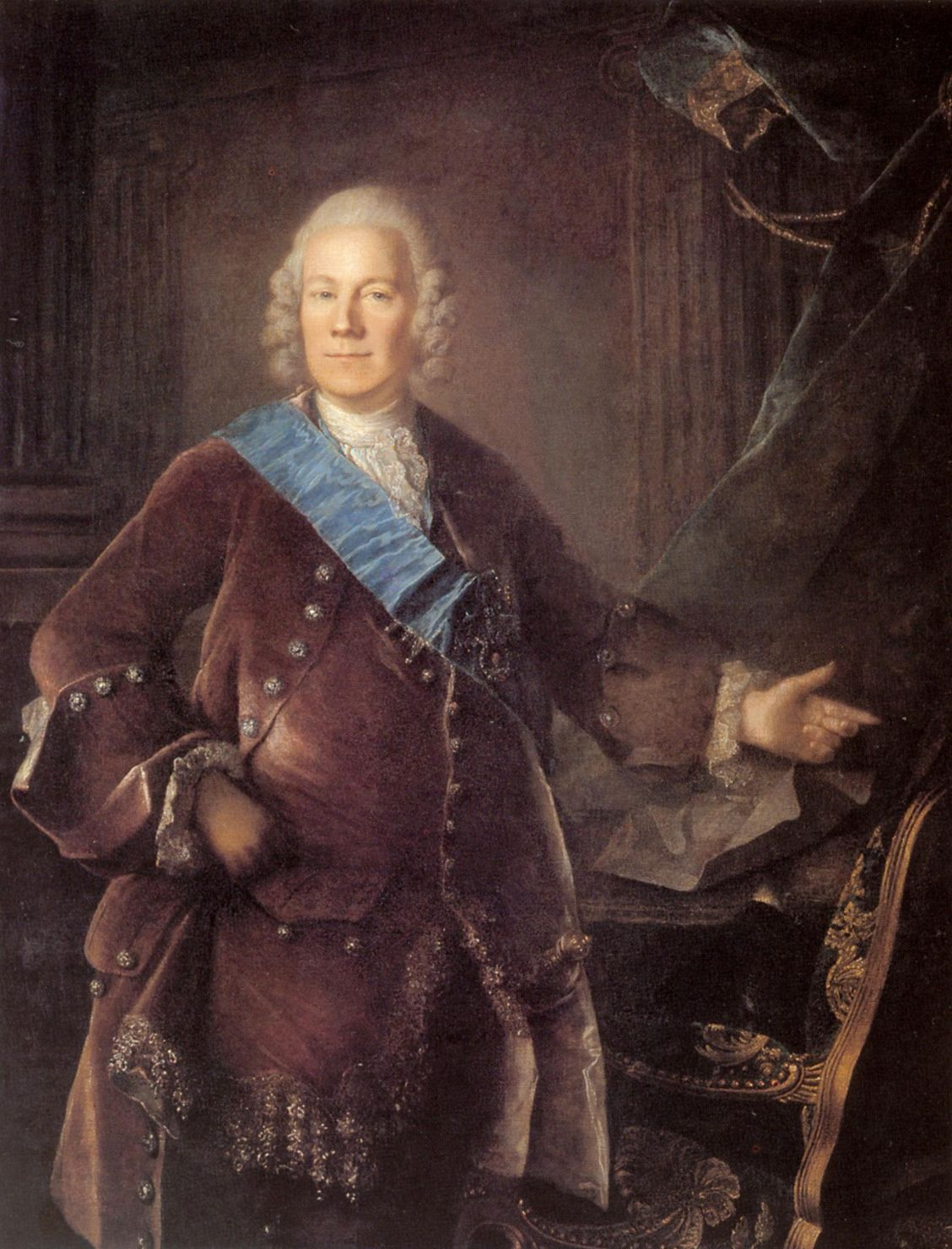
Alexei Bestuschew-Rjumin

Lag die Innenpolitik in den Händen Peter Iwanowitsch Schuwalows, so lag die Außenpolitik in den Händen von Alexei Petrowitsch Bestuschew-Rjumin, der 1744 zum Großkanzler ernannt worden war. Gleich zu Beginn ihrer Regierung hatte sich Elisabeth Bestuschew an ihre Seite geholt. Bestuschew war ein Feind Frankreichs und Preußens. Im Juni 1744 hatte er die Ausweisung Chétardies erreicht, der als geheimer Botschafter Frankreichs in Russland weilte. Chétardie hatte sich in seinen Briefen auf kompromittierende Weise über Elisabeth geäußert, aus Gram, weil sie mit ihm nicht über Regierungsangelegenheiten sprechen wollte und er keinerlei Einfluss auf sie besaß. Im November 1748 erreichte Bestuschew den Sturz eines weiteren seiner Feinde: L’Estocq musste den Weg in die Verbannung antreten, ungeachtet seiner früheren Verdienste. In den späteren Jahren der Herrschaft Elisabeths hatte Bestuschew allerdings hauptsächlich gegen die Intrigen des Vizekanzlers Michail Larionowitsch Woronzow anzukämpfen. Dieser ging aus dem Machtkampf als Sieger hervor: Russland schloss ein Bündnis mit Frankreich. Während des Siebenjährigen Krieges wurde Bestuschew des Hochverrats angeklagt, im Februar 1758 verhaftet und zum Tode verurteilt, dann aber zu Verbannung begnadigt.

#### Siebenjähriger Krieg
Elisabeth und ihre Regierung waren an einer Expansion nach Westen interessiert, wobei ihr Augenmerk auf Lettland, und zwar Semgallen und das Herzogtum Kurland gerichtet war. Diese standen allerdings unter der Oberhoheit von Polen-Litauen. Elisabeth wollte Polen dafür mit Ostpreußen entschädigen. So kam ihr der Krieg gegen Preußen, für den Österreich Verbündete suchte, gerade recht. Am 30. Dezember 1756jul. / 10. Januar 1757greg. trat Russland dem Versailler Vertrag bei, im Mai/Juni 1757 rückte eine große russische Armee unter dem Kommando des Feldmarschalls Apraxin in Ostpreußen ein. Es folgte am 19. Augustjul. / 30. August 1757greg. der Sieg in der Schlacht bei Groß-Jägersdorf. Genau zu dieser Zeit erlitt Elisabeth einen Schlaganfall und man erwartete ihren Tod. Nun war aber die preußenfreundliche Politik des Thronfolgers allgemein bekannt. Trotz des Erfolges befahl Apraxin, wie er behauptete, wegen mangelhafter Verpflegung infolge Versagens des Nachschubs, den Rückzug nach Tilsit, weil er fürchtete, im Falle einer Thronbesteigung Peter Fjodorowitschs bestraft zu werden. Apraxin wurde verhaftet und des Verrates angeklagt, starb aber schon vor Beendigung des Verfahrens an einem Schlaganfall in Narwa. Zum Oberbefehlshaber der Truppen wurde General Saltykow ernannt. Ein Jahr nach Groß-Jägersdorf, am 14. Augustjul. / 25. August 1758greg., wurde das russische Heer in der Schlacht von Zorndorf besiegt. Darauf wurde Ostpreußen von der russischen Armee geräumt. Die Schlachten von Kay am 12. Julijul. / 23. Juli 1759greg. und von Kunersdorf am 1. Augustjul. / 12. August 1759greg. konnten die Russen wiederum für sich entscheiden. Doch waren die Verluste gewaltig. Saltykow meldete der Kaiserin: „Ihre Majestät darf über unsere Verluste nicht überrascht sein, denn sie weiß ja, dass der König von Preußen seine Niederlagen teuer verkauft. Noch ein zweiter solcher Sieg und ich werde mit einem Stecken in der Hand nach Petersburg pilgern und die Nachricht, wegen Fehlens von Meldereitern, selbst überbringen müssen.“ Doch war die Kaiserin mit der zögerlichen Kriegstaktik Saltykows unzufrieden. Verärgert und unzufrieden, über seinen schlechten Gesundheitszustand klagend, bat er um seinen Abschied, den man ihm im September 1757 gewährte. Zum neuen Oberkommandierenden wurde nach vorübergehender Vertretung durch Fermor der frühere Geliebte Elisabeths, Buturlin, ernannt, eine völlige Fehlbesetzung. Dennoch besetzten russische Truppen vom 28. Septemberjul. / 9. Oktober 1760greg. für drei Tage Berlin. Der Siebenjährige Krieg forderte von Russland ungeheure Kraftanstrengungen und brachte den Staat an den Rand des Ruins (Inflation). Der Krieg war auch die Hauptursache, warum die durchaus ehrgeizigen Reformpläne der Elisabeth-Zeit nicht in die Tat umgesetzt werden konnten: Alle Kräfte wurden vom Krieg in Anspruch genommen.

### Alter und Tod
Im Alter wurde der Charakter der Monarchin immer seltsamer: Sie liebte die absolute Einsamkeit, schlief den Tag über und war in der Nacht wach, oft betete sie stundenlang auf Knien vor ihren Ikonen. Sie dachte an Abdankung und ließ das Smolny-Auferstehungs-Kloster in Sankt Petersburg erbauen, wohin sie sich als Nonne zurückziehen wollte. Elisabeth war häufig krank und ließ sich oft wochenlang in der Öffentlichkeit nicht sehen, um ihren Gesundheitszustand zu verbergen. 1757 erlitt sie bei einem Gottesdienst in Zarskoje Selo, der gut besucht war, vor den Augen des Hofes einen Schlaganfall und ihr Gesundheitszustand wurde allgemein bekannt.
Als besonders schweres Problem galt ihre Nachfolge. Obwohl sie ein langes Liebesverhältnis zu Alexei Rasumowski, einem Mann einfacher Herkunft, den sie kurz nach ihrer Thronbesteigung wahrscheinlich heimlich geheiratet hatte, und später zu Iwan Schuwalow unterhielt, war sie kinderlos geblieben. Das Haus Romanow war im Mannesstamm jedoch bereits 1730 mit Peter II. ausgestorben. Elisabeths Neffe Peter Fjodorowitsch, den sie zu ihrem Nachfolger ernannt hatte, war oft krank. Elisabeth liebte ihren Neffen nicht, und seine politischen Ansichten entsprachen nicht den ihren, da er ein Bewunderer Friedrichs II. von Preußen war, gegen den sie Krieg führte.
Je kränker die Kaiserin wurde, desto mehr wandten sich die Höflinge von ihr ab und versuchten, dem Thronfolger zu gefallen. So wurden die Erfolge der russischen Armee an der Front und an der Heimatfront vernichtet, wo man eine preußenfreundliche Politik betrieb. Elisabeth reagierte abermals grausam und ließ mehrere Personen nach Sibirien verbannen. Doch das kam zu spät.
Elisabeth starb mit 52 Jahren, kurz nachdem sie 1762 eine allgemeine Amnestie erlassen hatte. Nach ihrem Tod wurden ihre militärischen Erfolge gegen Preußen von ihrem Nachfolger, Peter III., zunichtegemacht. Im Übrigen hinterließ sie das Reich hochverschuldet.
Zwölf Jahre nach ihrem Tod erhob eine als Fürstin Tarakanowa bekannt gewordene Betrügerin den Anspruch, ihre und Alexei Rasumowskis Tochter zu sein.

## Vorfahren
|  |                                              |  |  |  |  |  |  |  |  |  |  |  |  |  |  |  |
|  | Michael I. von Russland (1596–1645)          |  |  |  |  |  |  |  |  |  |  |  |  |  |  |  |
|  |                                              |  |  |  |  |  |  |  |  |  |  |  |  |  |  |  |
|  |                                              |  |  |  |  |  |  |  |  |  |  |  |  |  |  |  |
|  | Alexei I. von Russland (1629–1676)           |  |  |  |  |  |  |  |  |  |  |  |  |  |  |  |
|  |                                              |  |  |  |  |  |  |  |  |  |  |  |  |  |  |  |
|  |                                              |  |  |  |  |  |  |  |  |  |  |  |  |  |  |  |
|  | Jewdokija Lukjanowna Streschnewa (1608–1645) |  |  |  |  |  |  |  |  |  |  |  |  |  |  |  |
|  |                                              |  |  |  |  |  |  |  |  |  |  |  |  |  |  |  |
|  |                                              |  |  |  |  |  |  |  |  |  |  |  |  |  |  |  |
|  | Peter I. von Russland (1672–1725)            |  |  |  |  |  |  |  |  |  |  |  |  |  |  |  |
|  |                                              |  |  |  |  |  |  |  |  |  |  |  |  |  |  |  |
|  |                                              |  |  |  |  |  |  |  |  |  |  |  |  |  |  |  |
|  | Kirill Poluektowitsch Naryschkin (1623–1691) |  |  |  |  |  |  |  |  |  |  |  |  |  |  |  |
|  |                                              |  |  |  |  |  |  |  |  |  |  |  |  |  |  |  |
|  |                                              |  |  |  |  |  |  |  |  |  |  |  |  |  |  |  |
|  | Natalja Kirillowna Naryschkina (1651–1694)   |  |  |  |  |  |  |  |  |  |  |  |  |  |  |  |
|  |                                              |  |  |  |  |  |  |  |  |  |  |  |  |  |  |  |
|  |                                              |  |  |  |  |  |  |  |  |  |  |  |  |  |  |  |
|  | Anna Leontjewna Leontiew († 1706)            |  |  |  |  |  |  |  |  |  |  |  |  |  |  |  |
|  |                                              |  |  |  |  |  |  |  |  |  |  |  |  |  |  |  |
|  |                                              |  |  |  |  |  |  |  |  |  |  |  |  |  |  |  |
|  | Elisabeth von Russland (1709–1761)           |  |  |  |  |  |  |  |  |  |  |  |  |  |  |  |
|  |                                              |  |  |  |  |  |  |  |  |  |  |  |  |  |  |  |
|  |                                              |  |  |  |  |  |  |  |  |  |  |  |  |  |  |  |
|  | Samuel Skawroński († 1684/85)                |  |  |  |  |  |  |  |  |  |  |  |  |  |  |  |
|  |                                              |  |  |  |  |  |  |  |  |  |  |  |  |  |  |  |
|  |                                              |  |  |  |  |  |  |  |  |  |  |  |  |  |  |  |
|  | Katharina I. (Russland) (1684–1727)          |  |  |  |  |  |  |  |  |  |  |  |  |  |  |  |
|  |                                              |  |  |  |  |  |  |  |  |  |  |  |  |  |  |  |
|  |                                              |  |  |  |  |  |  |  |  |  |  |  |  |  |  |  |
|  | Elisabeth Moritz († 1685)                    |  |  |  |  |  |  |  |  |  |  |  |  |  |  |  |
|  |                                              |  |  |  |  |  |  |  |  |  |  |  |  |  |  |  |
|  |                                              |  |  |  |  |  |  |  |  |  |  |  |  |  |  |  |

## Sonstiges
Als Elisabethgrad war Kropywnyzkyj nach ihr benannt.
Zum 31. Mai 2019 wurde der Flughafen von Kaliningrad offiziell nach Elisabeth in Aeroport Chrabrowo Elisabeth Petrowna umbenannt (russisch Аэропорт Храбро́во имени императрицы Елизаветы Петровны).